# Leiopsammodius viti
Leiopsammodius viti är en skalbaggsart som beskrevs av Fortuné Chalumeau 1983. Leiopsammodius viti ingår i släktet Leiopsammodius och familjen Aphodiidae. Inga underarter finns listade i Catalogue of Life.